# Gåningsmyran
Gåningsmyran är en sjö i Östhammars kommun i Uppland och ingår i Olandsåns huvudavrinningsområde. Sjön har en area på 0,0994 kvadratkilometer och ligger 29 meter över havet.

## Delavrinningsområde
Gåningsmyran ingår i det delavrinningsområde (666590-162326) som SMHI kallar för Mynnar i Olandsån. Medelhöjden är 29 meter över havet och ytan är 19,76 kvadratkilometer. Det finns inga avrinningsområden uppströms utan avrinningsområdet är högsta punkten. Vattendraget som avvattnar avrinningsområdet har biflödesordning 2, vilket innebär att vattnet flödar genom totalt 2 vattendrag innan det når havet efter 58 kilometer. Avrinningsområdet består mestadels av skog (68 procent) och jordbruk (22 procent). Avrinningsområdet har 0,1 kvadratkilometer vattenytor vilket ger det en sjöprocent på 0,5 procent.